# 洛斯阿拉莫斯
洛斯阿拉莫斯（英語：Los Alamos）位于美国新墨西哥州中北部，是洛斯阿拉莫斯縣的县治所在，人口约1.3万（2020年），其名在西班牙語中意為「楊樹」。
承担“曼哈顿计划”的洛斯阿拉莫斯国家实验室就位于该地。
本來僅有一間男子住宿學校以及些許伐木工人居住，曼哈頓計劃結束之後實驗室、工廠等設施均留在該地。現今許多居民皆為該實驗室員工。